# Ex on the beach
『Ex on the beach』（エックス・オン・ザ・ビーチ）（英国版）はイギリスで放送されるリアリティショーのMTVテレビ番組の一つ。
放送決定が2014年2月、最初の放送は2014年4月22日。番組のナレーションはアンドリュー・マックスウェル。
2019年3月20日、出演者のマイク・タラシティスの死によりシーズン10の放送が中止となったことが発表された。2020年1月21日、MTVよりセレブリティバージョンがシーズン11として放送された。

## シリーズ
主となる記事：List of Ex on the Beach episodes
| 放送年度 | シリーズ | 撮影場所                  | エピソード数 |
| -------- | -------- | ------------------------- | ------------ |
| 2014年   | 1        | マルベーリャ／スペイン    | 8            |
| 2015年   | 2        | マルベーリャ／スペイン    | 8            |
| 2015年   | 3        | カンクン, メキシコ        | 10           |
| 2016年   | 4        | アルガルヴェ／ ポルトガル | 8            |
| 2016年   | 5        | サムイ島／ タイランド     | 10           |
| 2017年   | 6        | クレタ島／ギリシャ        | 10           |
| 2017年   | 7        | バリ島／インドネシア      | 10           |
| 2018年   | 8        | マルベーリャ／スペイン    | 8            |
| 2018年   | 9        | トゥルム／メキシコ        | 12           |
| 2019年   | 10       | 放送中止                  | 放送中止     |
| 2020年   | 11       | マルベーリャ／スペイン    | 15           |

### シリーズ1 （2014年）
主となる記事: Ex on the Beach (series 1)
番組の作成が決定したのは2014年2月、番組がMTVによって初公開されたのは同年4月22日である。番組は全8エピソードで構成され、2014年6月10日に放送終了した。2014年3月13日、男女4人ずつのシングルが登場人物として正式に公表された。
男性初回登場人物：アシュリー・ケイン、ジャック・ロマックス、リアム・ルイス、マルコ・アレクサンダー
女性初回登場人物：クロイ・グッドマン、エミリー・ギラード、ファラ・サトゥ、ビッキー・パターソン
このシリーズでは、ジョーディーショアで人気を博すビッキー・パターソンが出ることがアナウンスされた。ビッキーの元彼（元婚約者）として、前出したジョーディーショアの共演者で元婚約者でもあるリッキー・グアラッチオが出演し、その後のエピソードではジョーディーショアのシリーズ6で短期間出演したオーストラリア人のダニエル・コンが元彼として登場した。2015年1月7日、出演者であるクロイ・グッドマンがセレブリティ・ビッグ・ブラザーのシリーズ15に出演したが、最初に家から追放された。
アシュリーはシリーズ2で元彼として再登場し、ビッキーはシリーズ3で再び登場した。リアムとクロエの二人はシリーズ5で再び出演し、アシュリーとジョスも同シリーズに出演者の元彼として登場した。ロスはシーズン6に出演者として再び登場している。

### シリーズ2（2015年）
主となる記事:Ex on the Beach (British series 2)
シリーズ2は2015年1月27日から全8エピソードで放送を開始し、2015年3月17日に終了。このシリーズは2014年7月23日に撮影が決定され正式にアナウンスされた。 2015年1月6日に男女4人ずつのシングルが登場人物として正式に公表された。
男性初回登場人物：コナー・ハンター、ルーク・グッドフェロー、モーガン・イバンス、ローガン・コナー
女性初回登場人物：アニータ・カシーク、ケイリン・モリス、ローレン・グリーン、メリッサ・リーヴス
その際、ジョーディーショア出演者のシャーロット・クロスビーとガレイ（ガズ）・ビードルの参加も同時に公表された。
シリーズ2の詳細公表時にはシリーズ1の出演者である、アシュレー・ケインが再登場するかもしれないと示唆された。また、ローガンはシリーズ3で再び登場、ジェスとガレイ（ガズ）の両名はシリーズ5のメイン出演者として再登場し、それぞれの元カノとしてケイリンとメリッサが再登場する。ケイリンは2017年のビッグ・ブラザーのシリーズ18の回に出演するが、13日目に暴力的行動によってゲームから追放された。2018年、シリーズ2で元彼の立場で登場したジェス・インピアツィがセレブリティ・ビッグ・ブラザーのシリーズ21に登場した。

### シリーズ3（2015年）
主となる記事:Ex on the Beach (British series 3)
シリーズ3は2015年8月11日から放送開始。出演者は2015年7月14に正式に発表された。
このシリーズは初めてヨーロッパを離れメキシコのカンクンで撮影された。登場人物は男女それぞれ4人ずつ。
男性初回登場人物：グラハム・グリフィス、ジェイダン・ロビンス、カーク・ノクロス、ステファン・ベア
女性初回登場人物：エイミー・ペイジ・クーク、ローラ・アリシア・サマース、メーガン・マッケーナ、メーガン・リーズ
登場人物発表に合わせ、ジョーディーショアの出演者でありまた同番組のシリーズ1にも出演したビッキー・パターソンがシリーズ2の出演者であるローガン・コナーと共に元彼・彼女の立場で再登場する旨が伝えられた。
また、ザ・オンリー・ウェイ・イズ・エセックスの出演者であるカーク・ノクロスが、彼の元婚約者でセレブリティ・ビッグ・ブラザー出演者でもあるカミーリーと共に出演した。
リアリティ番組マガルフ・ウィークエンダー（後にイビザ・ウィークエンダーに改名）のジョーダン・デイビースもメーガン・マッケーナの元彼として出演し、後にシリーズ4でも再び登場した。2016年1月5日、番組出演者のメーガン・マッケーナはセレブリティ・ビッグ・ブラザーのシーズン17に出演し、ステファン・ベアは2016年7月28日にシリーズ18に出演し同番組で優勝した。
ジョーダン・デイビースもシリーズ5にジェマとベアと共に再登場し、ホリーも元彼女として登場。2017年の8月、ジェマ・ルーシーとジョーダン・デイビースの両者はセレブリティ・ビッグ・ブラザーのシリーズ20に出演した。

### シリーズ4（2016年）
主となる記事:Ex on the Beach (British series 4)
シリーズ4は2016年1月19日に放送開始。この回はポルトガルで撮影された。初回登場人物は2015年12月15日に公式に公開された。
登場人物は男女それぞれ4人ずつ。
男性初回登場人物：ジョー・デラネイ、ルイス・グッド、ヨセフ・ハッサン、スコッティ・T
女性初回登場人物：ヘレン・ブリッグス、ナンシーメイ・ターナー、ナオミ・ヘッドマン、オリビア・ウォルシュ
メーガン・マッケーナとマガルフ・ウィークエンダー（後にイビザ・ウィークエンダーに改名）の出演者でもあるジョーダン・デヴァイスは元彼として再登場する。
オリビアは後のシリーズ5に再登場し、ケイラン・リーはビッグ・ブラザーシリーズ18に出演したが最終週に追放された。

### シリーズ5（2016年）
主となる記事:Ex on the Beach (British series 5)
シリーズ5は2016年8月16日から放送開始された。この回はタイランドのサムイ島で撮影が行われた。これはシリーズ4放送終了後の2016年3月8日に決定された。
この回は過去の同番組の登場人物が『やり残したことがある』として再登場することが公表された。登場人物は2016年7月5日に正式に発表された。
登場人物はこれまでのシリーズから男女それぞれ4人ずつ。
シリーズ1からクロエ・グッドマンとリアム・ルイス。ジョーディショア出演者のガレイ（ガズ）・ビードルとジェス・インピアツィはシリーズ2に続いての再登場。
シリーズ3からのジェマ・ルーシーとジョーダン・デヴァイスそしてステファン・ベアそれからシリーズ4のオリビア・ウォルシュはそれぞれ元彼・元彼女として再び登場する。
シリーズ1に登場したアシュレイは3度目の登場を果たし、ジョス・ムーニーも再登場した。シリーズ2からはさらにケイレン・モリスとメリッサ・リーヴスも再登場する。シリーズ3からはホーリー・リックウッドも登場。
新メンバーは、リリー・レクシー・グレッグ、シャーロット・ダウソン、デイビッド・ホーレイ、エイミー・キンバー、コーナー・スクーロック、アレックス・スチュワートである。このシリーズ放送中に、ステファン・ベアはセレブリティ・ビッグ・ブラザーシリーズ18に出演し優勝した。
ケイリン・モリスも2017年のビッグ・ブラザーシリーズ18に出場したが13日目に暴力的行動によってゲームから追放された。同年8月ジェマ・ルーシーとジョーダン・デヴァイスがセレブリティ・ビッグ・ブラザーシリーズ20に出場し、ジェス・インピアツィは同番組のシリーズ21に出演した。